# O Grilo Feliz e os Insetos Gigantes
Pour plus de détails, voir Fiche technique et Distribution.
O Grilo Feliz e os Insetos Gigantes (« Le Criquet heureux et les insectes géants » en portugais) est un long métrage d'animation brésilien réalisé par Walbercy et Rafael Ribas et sorti au Brésil en 2009. Réalisé en images de synthèse, c'est une aventure de fantasy mettant en scène des insectes anthropomorphes. Il s'agit de la suite du dessin animé O Grilo Feliz, réalisé par Walbercy Ribas en 2001.

## Synopsis
Grilo, le Criquet heureux, chante avec ses amis et tous se préparent pour le Festival de l'été. Un jour, Grilo découvre de gigantesques insectes immobiles qui semblent fossilisés, en particulier un groupe de mantes religieuses. Les choses se gâtent à partir de là, et Grilo et ses amis ont affaire à Trambika, une mante religieuse géante, et à ses compagnes. Au cours de ses aventures, Grilo rencontre également Pétala, une chanteuse dont il tombe amoureux, ainsi qu'un groupe de rap formé de trois grenouilles qui cherchent l'occasion de devenir célèbres en réalisant enfin un premier album.

## Fiche technique
- Titre original : O Grilo Feliz e os Insetos Gigantes
- Titre anglais : The Happy Cricket and the Giant Bugs
- Réalisation : Walbercy Ribas et Rafael Ribas
- Scénario : Walbercy Ribas
- Musique originale : Ruriá Duprat
- Montage : Rafael Ribas
- Production : Juliana Ribas
- Société de production : Start Desenhos Animados
- Distribution : Fox Filmes do Brasil (20th Century Fox, Brésil, sortie en salles)
- Pays :  Brésil
- Langue : portugais
- Format : 1,33:1, couleur
- Son : Dolby Digital
- Date de sortie : 
  - Brésil : 9 janvier 2009

## Distinctions
En 2010, le film remporte deux prix de l'Academia Brasileira de Cinema : le prix du meilleur film d'animation (Melhor Filme de Animação) et celui du meilleur film pour enfants (Melhor Filme Infantil).